# Canton du Marin
Le canton du Marin est une ancienne division administrative française située dans le département et la région de la Martinique.

## Géographie
En Martinique, le canton du Marin correspondait à la seule commune du Marin dans l'arrondissement du Marin.

## Histoire
À la suite des élections territoriales de décembre 2015 concernant la collectivité territoriale unique de Martinique, le conseil régional et le conseil général sont remplacés par l'assemblée de Martinique. De fait, les cantons disparaissent.

## Administration
| Période                                                 | Période       | Identité        | Étiquette | Qualité                                                 |
| ------------------------------------------------------- | ------------- | --------------- | --------- | ------------------------------------------------------- |
| 1961                                                    | 1967          | Roger Bonaro    | Rad.      | Commerçant Maire du Marin (1945-1968)                   |
| 1967                                                    | 1982          | Victor Charron  | DVD       | Enseignant Maire du Marin (1977-1983)                   |
| 1982                                                    | décembre 2015 | Rodolphe Désiré | PPM       | Médecin Maire du Marin depuis 1983 Sénateur (1986-2004) |
| Les données antérieures ne sont pas encore mentionnées. |               |                 |           |                                                         |

## Composition
Le canton du Marin se composait uniquement de la commune du Marin et comptait 8 547 habitants (population municipale) au 1er janvier 2012,.

## Démographie
| 1961 | 1967  | 1974  | 1982  | 1990  | 1999  | 2006  | 2009  | 2012  |
| ---- | ----- | ----- | ----- | ----- | ----- | ----- | ----- | ----- |
| -    | 6 149 | 6 104 | 6 066 | 6 338 | 7 267 | 8 588 | 8 828 | 8 547 |